# Конатя
Конатя (яп. 粉茶 конатя, «порошковый чай») — японский зелёный чай из порошка и мелких обломков, оставшихся после отбора листьев чая сортов сэнтя или гёкуро.
Конатя дешевле обычного сэнтя и часто подаётся в суши-ресторанах, там он называется агари. Так как он мельче, чем сэнтя, он заваривается быстрее, а цвет чая получается темнее. Температура воды для чая должна составлять, в зависимости от сорта, 60—80 °С.
Так как порошок и обломки составляют около 10 % собранного чая, конатя продаётся в небольших количествах. Он продаётся под разнообразными названиями, например, киотская компания Ипподо называет свой конатя «Ханако» (цветочная пыль), а конатя из порошка гёкуро иногда называют гёкуроко.